# Hugo Benioff
Hugo Benioff (1899 – 1968) là nhà địa chấn học và giáo sư ở Học viện Công nghệ California. Ông được biết đến với công trình định vị các trận động đất dưới sâu trong Thái Bình Dương.
Sau khi tốt nghiệp Pomona College năm 1921, Benioff bắt đầu sự nghiệp với ý định trở thành nhà thiên văn học và làm việc một thời gian tại Mount Wilson Observatory, nhưng khi ông thấy rằng làm nhà thiên văn học phải làm việc ban đêm và ngủ ban ngày nên ông đã chuyển sang nghiên cứu địa chấn học. Ông vào làm ở Phòng thí nghiệm Địa chấn năm 1924 và lấy bằng tiến sĩ ở Caltech năm 1935.
Benioff được xem là thiên tài trong việc thiết kế các công cụ theo dõi động đất. Một trong những công cụ đầu tiên của ông được làm năm 1932 là địa chấn kế Benioff, để ghi nhận chuyển động của Trái Đất - thiết bị này ngày nay được dùng ở khắp nơi trên thế giới. Dụng cụ nổi tiếng khác là dụng cụ đo sức căng Benioff, dụng cụ này ghi nhận sức căng bề mặt của Trái Đất. Một trong những thành tựu gần đây nhất của ông là một phiên bản cải tiến của địa chấn kế Benioff cũ, nó đã cung cấp cho các nhà địa chấn học hiểu nhiều hơn về nguyên nhân của các trận động đất rất sâu.
Benioff cho rằng nguồn gây các trận động đất nằm sâu bên dưới mảng kiến tạo bị hút chìm diễn ra cách xa rãnh đại dương ở đới hút chìm. Ông nhận thấy rằng nguồn các trận động đất là một chuỗi nghiêng đánh dấu vị trí của các phần của mảng đã bị hút chìm, và người ta đặt tên là đới Benioff hay đới Wadati-Benioff.
Ông đã được trao Huy chương Arthur L. Day năm 1957 và Huy chương William Bowie năm 1965.